# Ledce (Kadlín)
Ledce jsou malá vesnice, část obce Kadlín v okrese Mělník ve Středočeském kraji. Nachází se asi 1,5 kilometru severozápadně od Kadlína. Je zde evidováno 17 adres. Trvale zde žije 33 obyvatel.
Ledce leží v katastrálním území Ledce u Stránky o rozloze 2,09 km².

## Historie
První písemná zmínka o vesnici pochází z roku 1400.

## Obyvatelstvo
| Rok            | 1869 | 1880 | 1890 | 1900 | 1910 | 1921 | 1930 | 1950 | 1961 | 1970 | 1980 | 1991 | 2001 | 2011 | 2021 |
| -------------- | ---- | ---- | ---- | ---- | ---- | ---- | ---- | ---- | ---- | ---- | ---- | ---- | ---- | ---- | ---- |
| Počet obyvatel | 65   | 85   | 81   | 84   | 110  | 96   | 100  | 70   | 50   | 52   | 56   | 48   | 33   | 26   | 20   |
| Počet domů     | 10   | 10   | 10   | 11   | 11   | 11   | 11   | 12   | 12   | 10   | 11   | 12   | 13   | 12   | 13   |

## Obecní správa
Při sčítání lidu v letech 1850–1929 Ledce byly osadou obce Stránka, se kterým patřily nejprve do okresu Mnichovo Hradiště, ale od roku 1960 v okrese Mělník. V letech 1930–1960 byly samostatnou obcí v okrese Mělník. Od 1. července 1960 do 31. prosince 1979 byly znovu částí obce Stránka v okrese Mělník. Od 1. ledna 1980 do 23. listopadu 1990 byly částí města Mšeno v okrese Mělník. Od 24. listopadu 1990 jsou částí obce Kadlín v okrese Mělník.